# Hugh White
För den senare demokratiske politikern med samma namn, se Hugh L. White
Hugh White, född 25 december 1798 i Oneida County i delstaten New York, död 6 oktober 1870 i Waterford i samma delstat, var en amerikansk politiker (whig). Han var ledamot av USA:s representanthus 1845-1851.
White utexaminerades 1823 från Hamilton College i Clinton. Han studerade därefter juridik men arbetade inte som advokat. Han blev affärsman i stället. Han var verksam inom järnvägs- och cementbranschen samt utvecklingen av vattenkraft.
White representerade i sex år New Yorks 16:e distrikt i representanthuset. Han var ordförande i representanthusets jordbruksutskott 1847-1849.
Whites grav finns på Albany Rural Cemetery i Albany County i delstaten New York.